# Juan Vargas (Politiker)

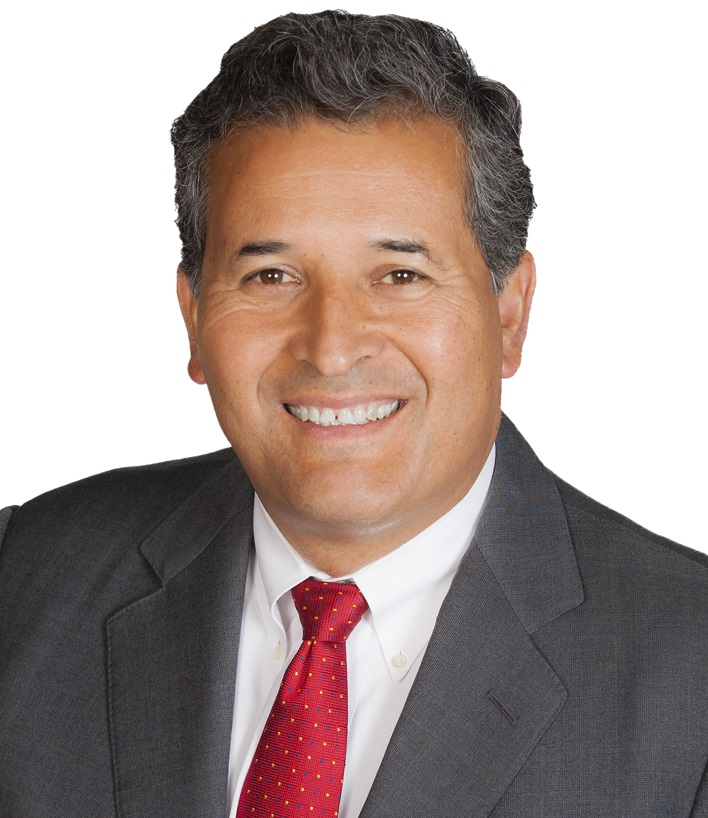
Juan Vargas (2013)

Juan Carlos Vargas (* 7. März 1961 in National City, Kalifornien) ist ein US-amerikanischer Politiker. Seit 2013 vertritt er den Bundesstaat Kalifornien im US-Repräsentantenhaus.

## Werdegang
Juan Vargas studierte bis 1983 an der University of San Diego und danach bis 1987 an der Fordham University in New York City. Nach einem anschließenden Jurastudium an der Harvard University – einer seiner Kommilitonen war dort der spätere US-Präsident Barack Obama – und seiner 1991 erfolgten Zulassung als Rechtsanwalt begann er in diesem Beruf zu arbeiten. Gleichzeitig schlug er als Mitglied der Demokratischen Partei eine politische Laufbahn ein. Zwischen 1993 und dem Jahr 2000 gehörte er dem Stadtrat von San Diego an. Anschließend war er von 2000 bis 2006 Abgeordneter in der California State Assembly. Danach saß er von 2010 bis 2012 im Staatssenat. In beiden Kammern der State Legislature war er Mitglied einiger Ausschüsse. Dazwischen war er für kurze Zeit als privater Geschäftsmann tätig. In den Jahren 1992, 1996 und 2006 strebte er erfolglos die Nominierung seiner Partei für die jeweiligen Wahlen zum US-Repräsentantenhaus an.
Bei den Kongresswahlen des Jahres 2012 wurde Vargas dann aber im 51. Wahlbezirk von Kalifornien in das US-Repräsentantenhaus in Washington, D.C. gewählt, wo er am 3. Januar 2013 die Nachfolge von Bob Filner antrat, der zwischenzeitlich zum Bürgermeister von San Diego gewählt worden war. Bei der Wahl erreichte Vargas 71 Prozent der Wählerstimmen; sein republikanischer Gegenkandidat Michael Crimmins kam auf 29 Prozent. Nach bisher vier Wiederwahlen in den Jahren 2014 bis 2020 kann er sein Amt bis heute ausüben. Seine neue Legislaturperiode im Repräsentantenhaus des 117. Kongresses läuft bis zum 3. Januar 2023.
Er ist bzw. war Mitglied im Auswärtigen Ausschuss, im Landwirtschaftsausschuss und im Verwaltungsausschuss (Committee on House Administration), sowie in mehreren Unterausschüssen.
Juan Vargas ist verheiratet und Vater von zwei Töchtern. Die Familie lebt privat in San Diego.